# Frankfurter Opern- und Museumsorchester
Das Frankfurter Opern- und Museumsorchester ist das städtische Orchester von Frankfurt am Main. Seinen Namen verdankt das Ensemble einerseits der Oper Frankfurt, andererseits den seit 1808 veranstalteten Konzerten der Frankfurter Museumsgesellschaft. Gegenwärtiger Generalmusikdirektor der Oper und Chefdirigent des Orchesters ist Thomas Guggeis. Das Orchester hat in der Saison 2024/25 124 Mitglieder. Es ist eines von derzeit 82 Theaterorchestern in Deutschland und wird im Rahmen des Deutschen Tarifsystems für Kulturorchester als A-Orchester mit Fußnote (hier: F1 und Medienzulage) geführt.

## Geschichte
Mit seiner über 200-jährigen Geschichte gehört das Frankfurter Opern- und Museumsorchester zu den traditionsreichsten Ensembles in Deutschland. Bekannte Persönlichkeiten verbinden sich von jeher mit der Geschichte des Orchesters. So war Louis Spohr der zweite Chefdirigent, danach leiteten unter anderem Gustav Mahler, Richard Strauss, Arthur Nikisch, Hans Pfitzner, Wilhelm Furtwängler, Hans Knappertsbusch, Hermann Abendroth, Erich Kleiber, Bruno Walter und George Szell hier Konzerte. Johannes Brahms, Clara Schumann und später Paul Hindemith (der von 1915 bis 1923 Konzertmeister des Orchesters war) gehören zu den herausragenden Solisten, die mit dem Frankfurter Opern- und Museumsorchester konzertierten.
Die sinfonischen Dichtungen Also sprach Zarathustra (1896) und Ein Heldenleben (1899) von Richard Strauss wurden vom Museumsorchester uraufgeführt.
In der zweiten Hälfte des 20. Jahrhunderts gehörten Georg Solti, Christoph von Dohnányi, Michael Gielen und Sylvain Cambreling zu den international bekannten Generalmusikdirektoren des Orchesters.
Die genaue Bezeichnung des Orchesters wechselte im Laufe der Zeit. Von der Spielzeit 1925/26 an nannte es sich Das Opernhaus- und Museumsorchester, ab der Spielzeit 1930/31 Städtisches Orchester (Opernhaus- und Museumsorchester). Nach dem Zweiten Weltkrieg lautete der Name zunächst Städtisches Opernhaus- und Museumsorchester, ab der Spielzeit 1981/82 Frankfurter Opernhaus- und Museumsorchester. Ab Ende 1995 hieß das Orchester einfach Frankfurter Museumsorchester, ab der Spielzeit 2009/10 Frankfurter Opern- und Museumsorchester.

## Repertoire
Das Repertoire des Ensembles umfasst alle bedeutenden Werke der Opern- bzw. Konzertliteratur vom Barock bis hin zur experimentellen zeitgenössischen Avantgarde.
Das Orchester konzertiert in der Abonnement-Reihe der Frankfurter Museumskonzerte mit derzeit zehn Programmen pro Saison, die jeweils zweimal aufgeführt werden (Sonntag Vormittag um 11 Uhr und Montag Abend um 20 Uhr). Die Konzerte der Museumsgesellschaft finden seit 1981 in der Alten Oper Frankfurt statt.
Neben den Sinfoniekonzerten bestreiten Musiker des Orchesters eine eigene Kammermusikreihe im Holzfoyer des Opernhauses.

## Auszeichnungen
In der Umfrage des Fachmagazins Opernwelt wurde dem Frankfurter Opern- und Museumsorchester 1995 und drei Jahre in Folge – 2009, 2010 und 2011 – die Auszeichnung Orchester des Jahres verliehen. Außerdem wählte das Magazin die Oper Frankfurt insgesamt acht Mal (1996, 2003, 2015, 2018, 2019, 2022, 2023 und 2024) zum Opernhaus des Jahres.
Bei der Kritiker-Umfrage der Zeitschrift Die Deutsche Bühne wurde die Oper Frankfurt zudem für 2006/07 zum besten Opernhaus in Deutschland gewählt; sie belegt in der Kategorie Beste Gesamtleistung den Spitzenplatz. Dieselbe Auszeichnung erhielt das Haus auch für die folgende Saison, 2007/08. In der Saison 2009/10 schließlich belegte das Museumsorchester einen geteilten ersten Platz als Orchester des Jahres.

## Musikalische Leitung (GMDs und Chefdirigenten)
- 1792–1794: Friedrich Ludwig Æmilius Kunzen
- 1794–1800: Carl Cannabich
- 1800–1818: Carl Joseph Schmidt
- 1818–1819: Louis Spohr
- 1819–1821: Heinrich Anton Hoffmann
- 1821–1848: Carl Guhr
- 1848–1851: Louis Schindelmeisser
- 1851–1861: Gustav Schmidt
- 1848–1860: Franz Messer (nur: Museumskonzerte)
- 1860–1891: Carl Müller (nur: Museumskonzerte)
- 1861–1880: Georg Goltermann
- 1880–1892: Felix Otto Dessoff
- 1891–1903: Gustav Kogel (nur: Museumskonzerte)
- 1893–1924: Ludwig Rottenberg
- 1903–1906: Siegmund von Hausegger (nur: Museumskonzerte)
- 1907–1920: Willem Mengelberg (nur: Museumskonzerte)
- 1922–1924: Hermann Scherchen (nur: Museumskonzerte)
- 1924–1929: Clemens Krauss (GMD)
- 1929–1933: Hans Wilhelm Steinberg
- 1933–1934: Bertil Wetzelsberger
- 1935–1936: Karl Maria Zwißler
- 1937–1938: Georg Ludwig Jochum
- 1938–1944: Franz Konwitschny (GMD)
- 1945–1951: Bruno Vondenhoff (GMD)
- 1952–1961: Georg Solti (GMD)
- 1961–1966: Lovro von Matačić (GMD)
- 1966–1968: Theodore Bloomfield (GMD)
- 1968–1977: Christoph von Dohnányi (GMD)
- 1977–1987: Michael Gielen (GMD)
- 1987–1991: Gary Bertini (GMD)
- 1991–1992: Hans Drewanz
- 1992–1997: Sylvain Cambreling (GMD)
- 1997–1999: Klauspeter Seibel (kommissarisch)
- 1999–2008: Paolo Carignani (GMD)
- 2008–2023: Sebastian Weigle (GMD)
- seit 2023: Thomas Guggeis (GMD)